# Kleintje Muurkrant
Kleintje Muurkrant is een in februari 1977 voor het eerst op papier uitgekomen stencil, als een soort uitbreiding van de in 's-Hertogenbosch op allerlei buitenmuren opgeplakte "Grote Muurkrant". In totaal zijn er (tussen 1977 en 2013) 442 nummers uitgekomen, in het begin tweewekelijks, later werd het een maandblad.   
In eerste instantie bevatte het voornamelijk lokaal nieuws, veelal handelend over huisjesmelkers, grootgrutters, en kraakacties, maar langzamerhand werd het steeds breder schrijvend over allerlei acties.  
Gemiddeld zijn er duizend exemplaren per editie gedrukt en zijn er rond de 500 betalende abonnees geweest. 
In 1998 ging de eerste website van 't Kleintje digitaal online.